# 瓦德霍夫曼海姆體育俱樂部

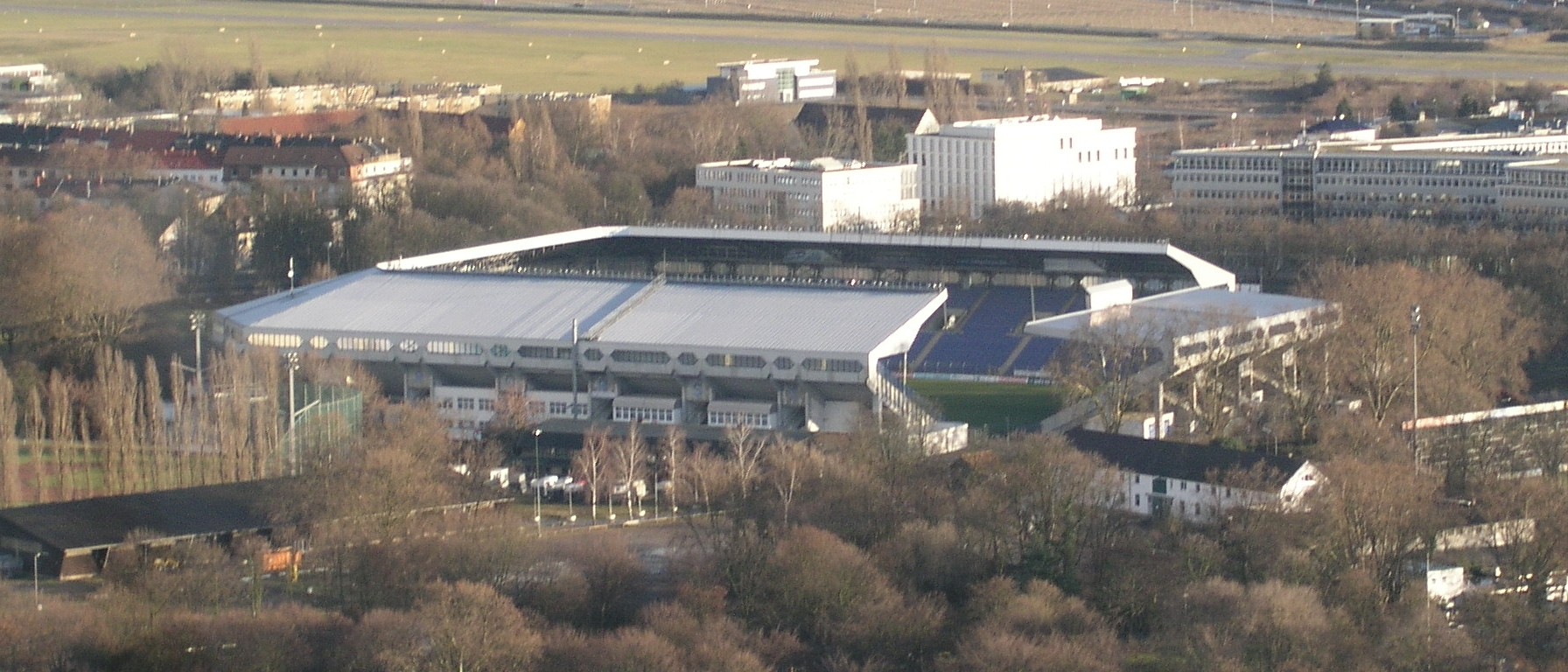
卡爾-奔馳體育場

瓦德霍夫曼海姆足球俱樂部（德語：Sportverein Waldhof Mannheim e.V.） 是位於德國巴登-符滕堡州曼海姆的一家足球俱樂部。俱樂部成立於1907年。在1983年，俱樂部升入德甲聯賽，之後在德甲參加了7個賽季的比賽後遭到降級。目前俱樂部參加西部地區聯賽的賽事。在2008-09賽季德甲聯賽的上半程中，霍芬海姆足球俱樂部借用過曼海姆的主場球場卡爾-奔馳體育場參加德甲比賽。

## 榮譽
- 德國乙級聯賽〈第2級〉冠軍：1982/83年；
- 地區聯賽南區〈第3級〉冠軍：1998/99年；

## 著名球員
- 塞普·赫尔贝格（Sepp Herberger）
- 尤尔根·科勒尔（Jürgen Kohler）
- 贝恩德·弗尔斯特（Bernd Förster）
- 卡尔海因茨·弗尔斯特（Karl Heinz Förster）
- 乌维·拉恩（Uwe Rahn）
- 克里斯蒂安·沃恩斯（Christian Wörns）

## 外部連結
- 官方網站 （页面存档备份，存于）
- Abseits Guide to German Soccer